# Sobral (Carregal do Sal)
Sobral, também designada Sobral de Papízios, é uma povoação portuguesa do Município de Carregal do Sal que foi sede da extinta Freguesia de Sobral, freguesia que tinha 6,07 km² de área e 273 habitantes (2011), e, por isso, uma densidade populacional de 45 hab/km².
A Freguesia de Sobral foi extinta em 2013, no âmbito de uma reforma administrativa nacional, tendo sido agregada às freguesias de Currelos e Papízios, para formar uma nova freguesia denominada União das Freguesias de Currelos, Papízios e Sobral com a sede em Currelos.
Em 2015, por decisão da Assembleia da República, a designação da União das Freguesias de Currelos, Papízios e Sobral foi alterada para Freguesia de Carregal do Sal.
Sobral no século XIII aparece com a grafia Soveral. Povoação muito antiga, era uma "vila" rústica já no século X. Em 1695 separou-se de Papízios. Terá pertencido ao extinto concelho de Besteiros e em 1839 fazia parte do concelho de Viseu.

## Património
- Casas Senhoriais:
  - Sobral:
    - Casa da Família dos Trigueiro Melo, localizado no centro da aldeia;

## População
| População da freguesia de Sobral | População da freguesia de Sobral | População da freguesia de Sobral | População da freguesia de Sobral | População da freguesia de Sobral | População da freguesia de Sobral | População da freguesia de Sobral | População da freguesia de Sobral | População da freguesia de Sobral | População da freguesia de Sobral | População da freguesia de Sobral | População da freguesia de Sobral | População da freguesia de Sobral | População da freguesia de Sobral | População da freguesia de Sobral |
| -------------------------------- | -------------------------------- | -------------------------------- | -------------------------------- | -------------------------------- | -------------------------------- | -------------------------------- | -------------------------------- | -------------------------------- | -------------------------------- | -------------------------------- | -------------------------------- | -------------------------------- | -------------------------------- | -------------------------------- |
| 1864                             | 1878                             | 1890                             | 1900                             | 1911                             | 1920                             | 1930                             | 1940                             | 1950                             | 1960                             | 1970                             | 1981                             | 1991                             | 2001                             | 2011                             |
| 331                              | 424                              | 455                              | 484                              | 430                              | 393                              | 534                              | 468                              | 431                              | 373                              | 312                              | 354                              | 338                              | 292                              | 273                              |

| Distribuição da População por Grupos Etários | Distribuição da População por Grupos Etários | Distribuição da População por Grupos Etários | Distribuição da População por Grupos Etários | Distribuição da População por Grupos Etários | Distribuição da População por Grupos Etários | Distribuição da População por Grupos Etários | Distribuição da População por Grupos Etários | Distribuição da População por Grupos Etários | Distribuição da População por Grupos Etários |
| -------------------------------------------- | -------------------------------------------- | -------------------------------------------- | -------------------------------------------- | -------------------------------------------- | -------------------------------------------- | -------------------------------------------- | -------------------------------------------- | -------------------------------------------- | -------------------------------------------- |
| Ano                                          | 0-14 Anos                                    | 15-24 Anos                                   | 25-64 Anos                                   | > 65 Anos                                    |                                              | 0-14 Anos                                    | 15-24 Anos                                   | 25-64 Anos                                   | > 65 Anos                                    |
| 2001                                         | 39                                           | 39                                           | 146                                          | 68                                           |                                              | 13,4%                                        | 13,4%                                        | 50,0%                                        | 23,3%                                        |
| 2011                                         | 34                                           | 22                                           | 125                                          | 92                                           |                                              | 12,5%                                        | 8,1%                                         | 45,8%                                        | 33,7%                                        |

Média do País no censo de 2001:  0/14 Anos-16,0%; 15/24 Anos-14,3%; 25/64 Anos-53,4%; 65 e mais Anos-16,4%
Média do País no censo de 2011:   0/14 Anos-14,9%; 15/24 Anos-10,9%; 25/64 Anos-55,2%; 65 e mais Anos-19,0%

## Festas e romarias
- Senhora das Boas Novas, que se realiza no dia 21 de novembro de cada ano.

## Obras e publicações
- Câmara Municipal Carregal do Sal Os Edifícios Religiosos do Município de Carregal do Sal Guia Turístico - Cultural "'. Beiratipo, Lda. 2012. Consultado em 17 de Janeiro de 2024.

- Câmara Municipal Carregal do Sal Roteiro turístico Solares e Casas Solarengas do Munícipio de Carregal do Sal "'. Morgráfica, Gráfica de Mortágua, 2015. Consultado em 17 de Janeiro de 2024.